# WPA-8-Ball-Weltmeisterschaft
Die WPA-8-Ball-Weltmeisterschaft ist die von der World Pool-Billiard Association veranstaltete Weltmeisterschaft in der Poolbillarddisziplin 8-Ball.
Die 8-Ball-WM der WPA ist keinesfalls zu verwechseln mit den konkurrierenden Blackball-Weltmeisterschaften der WEPF und der WPA.

## Geschichte
Die 8-Ball-Weltmeisterschaft fand von 2004 bis 2012 zumeist jährlich statt und wurde im Fujairah Bustan Centre in Fudschaira (Vereinigte Arabische Emirate) ausgetragen. Insgesamt wurden an die 64 Teilnehmer ein Preisgeld von 120.000 US-Dollar ausgeschüttet, wovon 25.000 US-Dollar auf den Sieger entfielen. Nachdem die Ausgabe 2013 kurzfristig abgesagt worden war, fand das Turnier auch in den folgenden Jahren nicht statt. Im Oktober 2016 kündigte die WPA an, dass die 8-Ball-Weltmeisterschaft ab 2017 wieder ausgetragen wird, nun in der chinesischen Provinzhauptstadt Jinan. Schließlich wurde jedoch auch die Ausgabe 2017 abgesagt.

## Die Turniere im Überblick
| Jahr | Austragungsort | Sieger                 | Ergebnis       | Finalist          | Halbfinalisten       |
| ---- | -------------- | ---------------------- | -------------- | ----------------- | -------------------- |
| 2004 | Fudschaira     | Efren Reyes            |                | Marlon Manalo     | Francisco Bustamante |
| 2004 | Fudschaira     | Efren Reyes            | Alex Pagulayan | Marlon Manalo     |                      |
| 2005 | Fudschaira     | Wu Chia-Ching          |                | Nick van den Berg | Francisco Bustamante |
| 2005 | Fudschaira     | Wu Chia-Ching          | Niels Feijen   | Nick van den Berg |                      |
| 2007 | Fudschaira     | Ronato Alcano          | 11:8           | Dennis Orcollo    | Niels Feijen         |
| 2007 | Fudschaira     | Ronato Alcano          | 11:8           | Dennis Orcollo    | Joven Bustamante     |
| 2008 | Fudschaira     | Ralf Souquet           | 13:9           | Ronato Alcano     | Marcus Chamat        |
| 2008 | Fudschaira     | Ralf Souquet           | 13:9           | Ronato Alcano     | Dennis Orcollo       |
| 2010 | Fudschaira     | Karl Boyes             | 13:12          | Niels Feijen      | Ruslan Tschinachow   |
| 2010 | Fudschaira     | Karl Boyes             | 13:12          | Niels Feijen      | Darren Appleton      |
| 2011 | Fudschaira     | Dennis Orcollo         | 10:3           | Niels Feijen      | David Alcaide        |
| 2011 | Fudschaira     | Dennis Orcollo         | 10:3           | Niels Feijen      | Darren Appleton      |
| 2012 | Fudschaira     | Chang Jung-Lin         | 11:6           | Fu Che-wei        | Chris Melling        |
| 2012 | Fudschaira     | Chang Jung-Lin         | 11:6           | Fu Che-wei        | Liu Haitao           |
| 2022 | San Juan       | Francisco Sánchez Ruíz |                |                   |                      |
| 2022 | San Juan       | Francisco Sánchez Ruíz |                |                   |                      |
| 2023 |                | Shane van Boening      |                |                   |                      |
| 2023 |                | Shane van Boening      |                |                   |                      |
| 2024 |                | Joshua Filler          |                |                   |                      |

### Rangliste
| Platz | Spieler                | Gold | Silber | Bronze |
| ----- | ---------------------- | ---- | ------ | ------ |
| 1     | Dennis Orcollo         | 1    | 1      | 1      |
| 2     | Ronato Alcano          | 1    | 1      | 0      |
| 3     | Efren Reyes            | 1    | 0      | 0      |
| 3     | Wu Chia-Ching          | 1    | 0      | 0      |
| 3     | Ralf Souquet           | 1    | 0      | 0      |
| 3     | Karl Boyes             | 1    | 0      | 0      |
| 3     | Chang Jung-Lin         | 1    | 0      | 0      |
| 3     | Francisco Sánchez Ruíz | 1    | 0      | 0      |